# Linhart (priimek)
Linhart je češki priimek, ki ga je imelo tudi več znanih Slovencev in tujcev:

## Znani nosilci priimka
- Anna Linhartová (* 1994), češka igralka
- Anton Tomaž Linhart (1756–1795), slovenski dramatik, pesnik, zgodovinar in šolnik
- Božidar Linhart (1917–1995), slovenski bančnik
- František Linhart (1882–1959), češki husitski teolog, filozof in prevajalec
- Jožefina Linhart (1767–1798), slovenska igralka, žena Antona T. Linharta
- Kamil Linhart (1920–2006), češki slikar in grafik
- Karel Linhart (1882–1918), slovenski politik in publicist
- Michael Linhart (* 1958), avstrijski diplomat, 2021 minster za zunanje in evropske zadeve Avstrije
- Věra Linhartová (* 1938), češka pisateljica, pesnica, umetnostna zgodovinarka
- Viljem Linhart (1846–1932), avstrijsko-slovenski šolnik